# Žerůtky (okres Znojmo)
Obec Žerůtky (německy Scherutka) se nachází v okrese Znojmo v Jihomoravském kraji. Žije zde 279 obyvatel.

## Název
Jméno Žerůtky (v nejstarších dokladech Žirótka či Žirótky) je zdrobnělina od Žirotice. Výchozí tvar Žirotici byl pojmenováním obyvatel vsi odvozeným od osobního jména Žirota (což byla domácká podoba některého jména obsahujícího -žir, např. Kroměžir, Vrtěžir, Ranožir) a znamenal "Žirotovi lidé". Hlásková změna Ži- > Že- je stará, nemá souvislost se středomoravskými nářečími.

## Historie
První písemná zmínka o obci pochází z roku 1353.

## Pamětihodnosti
- Kaplička u silnice (směr hlavní silnice na Znojmo)
- Zvonička na návsi

## Galerie

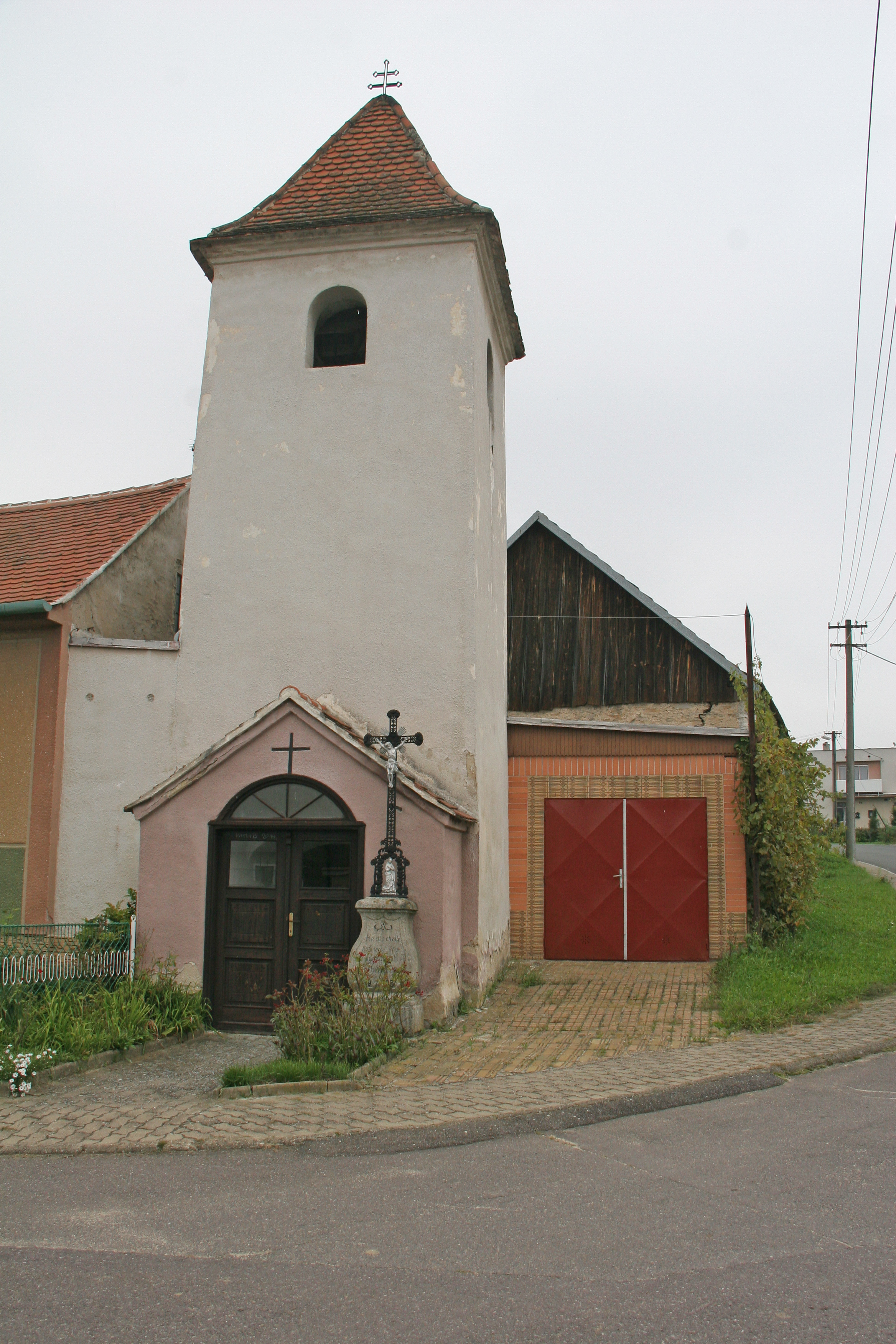
Zvonice
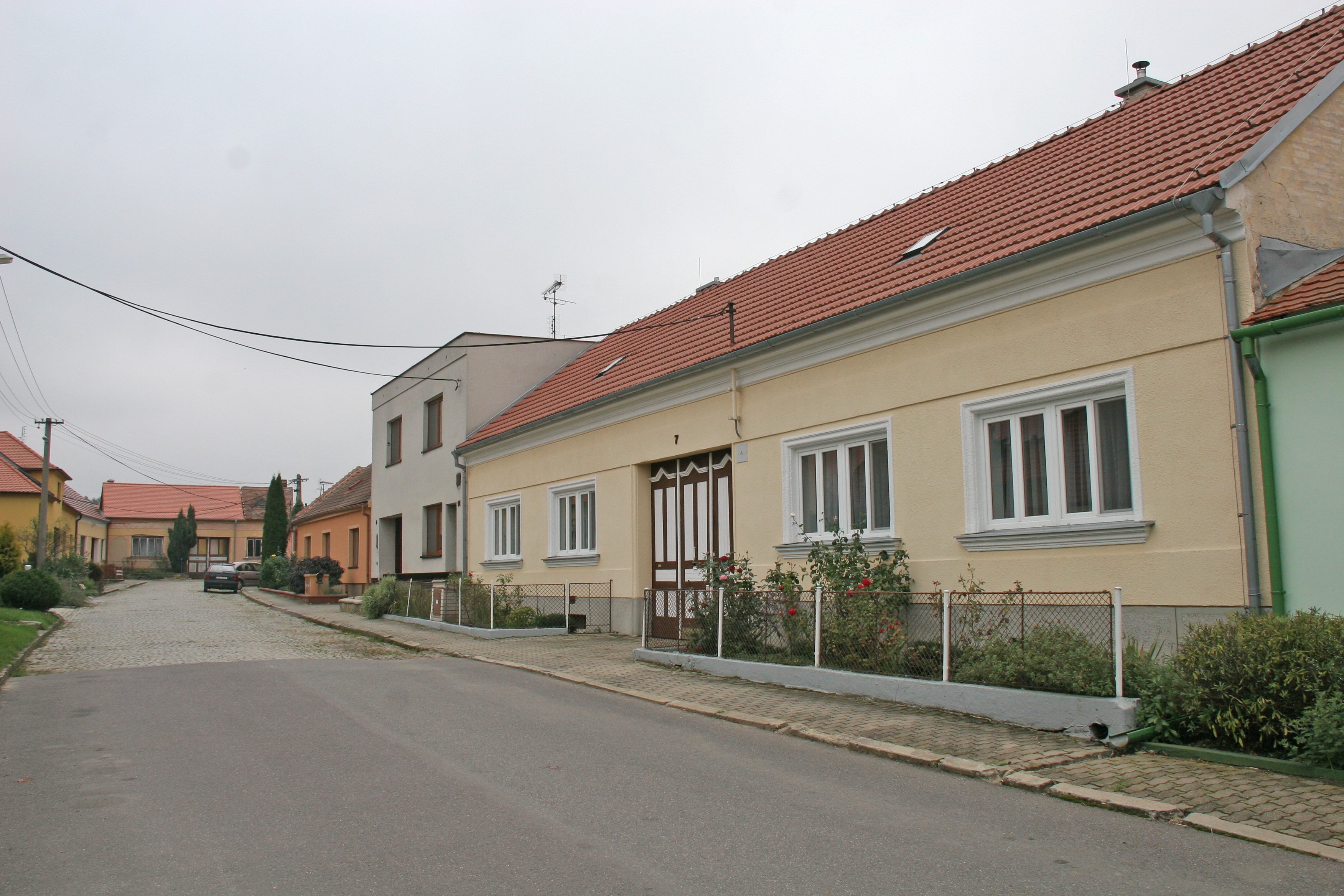
Ulice u č. p. 7
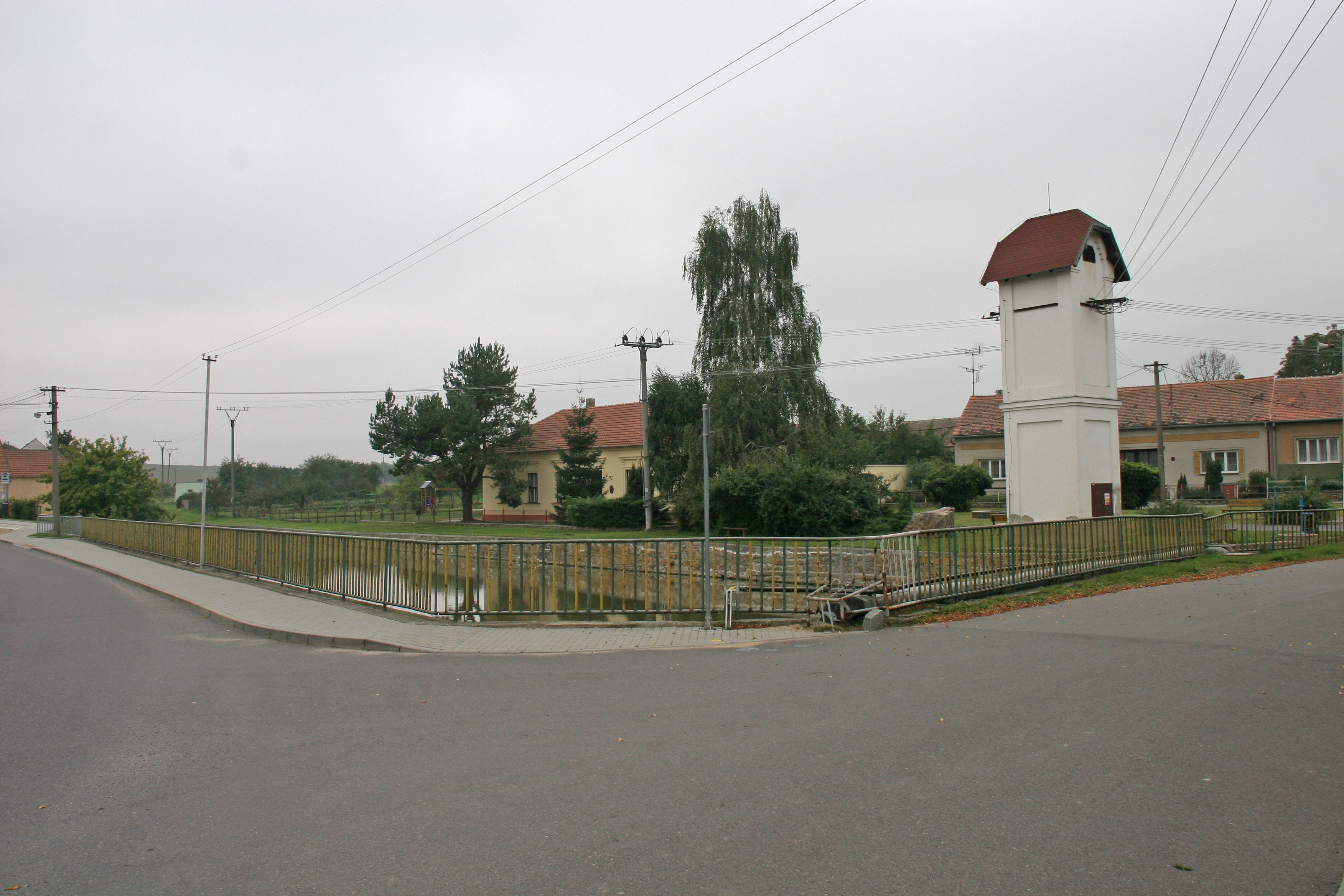
Nádrž
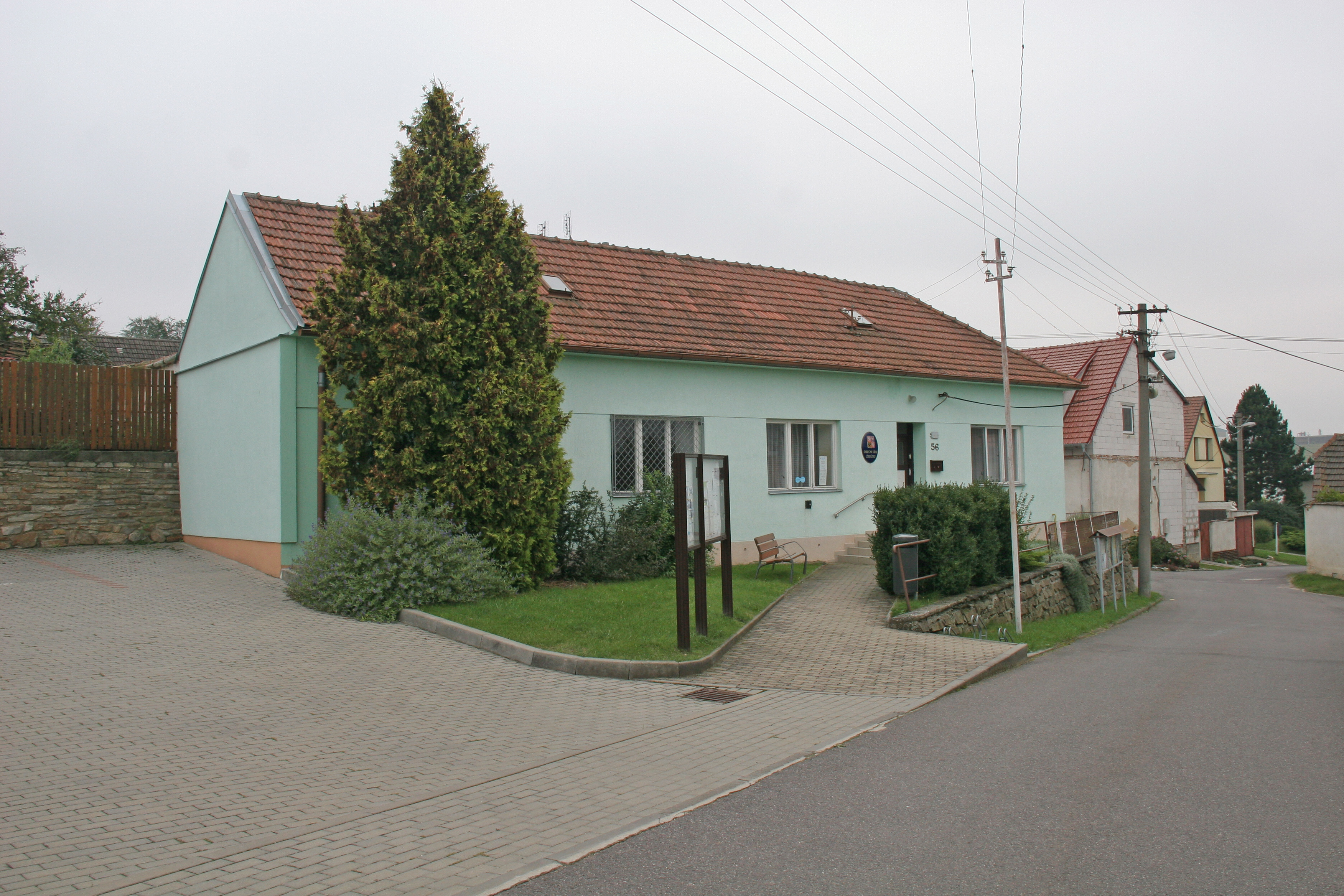
Obecní úřad